# Беньямін Кушчевич
Беньямін Кушчевич Харамільйо (ісп. Benjamín Kuščević Jaramillo, 2 травня 1996 року, Сантьяго) — чилійський футболіст, захисник «Палмейраса» і національної збірної Чилі.

## Клубна кар'єра

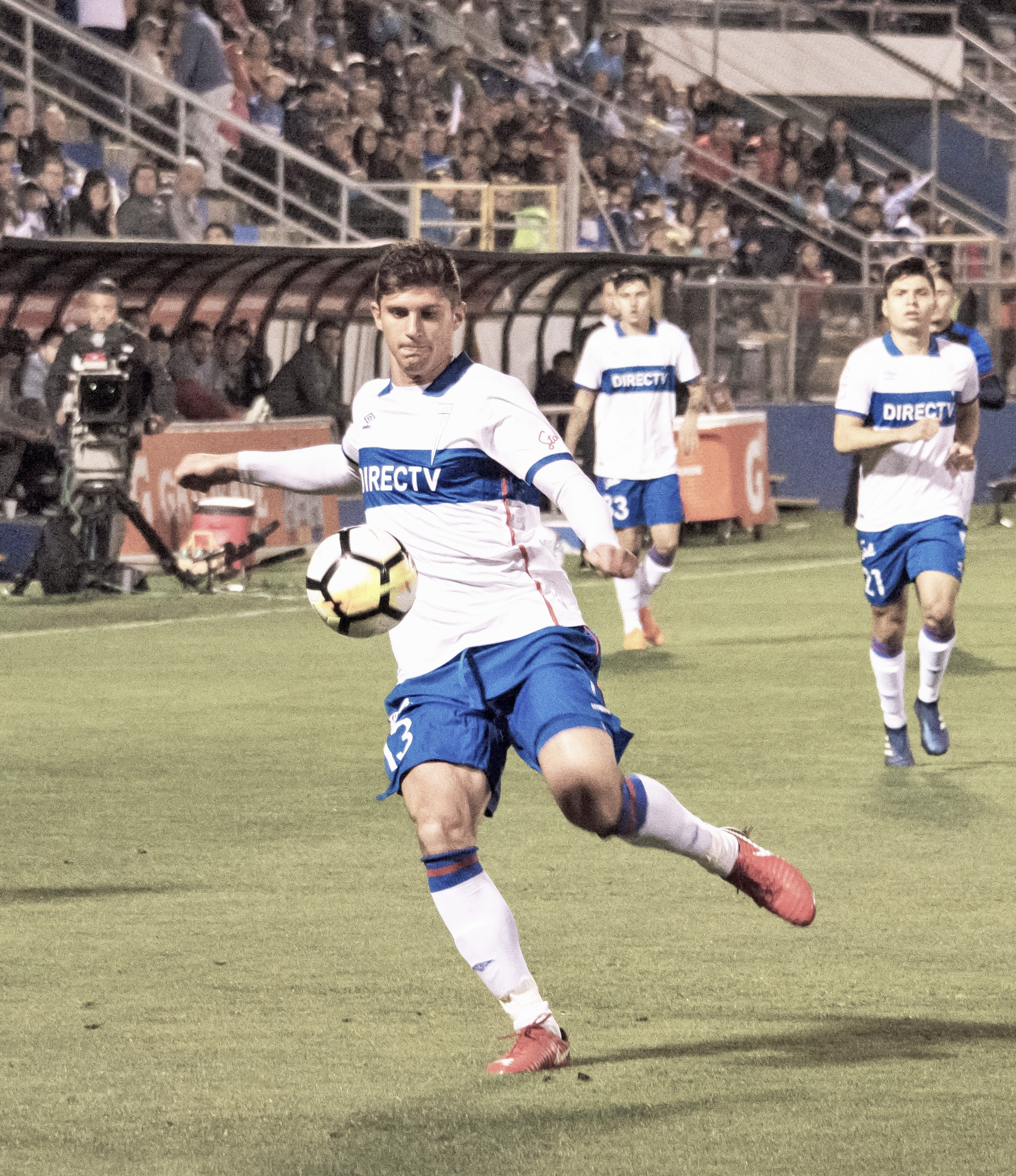
Беньямін Кушчевич під час виступів за «Універсідад Католіка». 2018 рік.

До 15 років Кушчевич займався футболом в школі клубу «Уніон Еспаньйола», а з 2011 року продовжив навчання в клубі «Універсідад Католіка». Протягом трьох років він виступав за молодіжний склад, а 18 травня 2014 року провів свій перший офіційний матч за першу команду — в Кубку Чилі проти «Куріко Унідо». У тому ж році Кушчевич відправився в іспанський «Реал Мадрид», який орендував його на рік з можливістю викупу за 4 млн євро. В Іспанії Беньямін грав за молодіжний склад, в тому числі в Юнацькій лізі УЄФА, а також кілька разів притягувався до тренувань з основним складом «Реала».
Влітку 2015 року Кушчевич повернувся з «Реала» на батьківщину і півроку продовжував виступати за молодіжний склад «Універсідада». У чемпіонаті Чилі він дебютував 6 лютого 2016 року в матчі з клубом «Універсідад де Консепсьйон». Разом з рідною командою Беньямін виграв три чемпіонські титули (Клаусура і Апертура 2016 року та титул 2018 року), а також Суперкубок Чилі 2016 року. Він відзначав в інтерв'ю, що не поспішає повертатися в Європу і хотів би сформуватися як футболіст в рідній команді .
З 2020 року став виступати за бразильський «Палмейрас». У розіграші Кубка Лібертадорес 2020 зіграв тільки в одному матчі, але також став володарем трофея.

## Виступи за збірну
У 2013 році Кушчевич грав за збірну Чилі до 17 років на чемпіонаті Південної Америки серед юнацьких команд в Аргентині. Він був основним гравцем і взяв участь у всіх чотирьох матчах групового етапу, який його збірна не зуміла подолати.
У травні 2018 року Беньямін вперше був викликаний в національну збірну Чилі на серію товариських матчів з командами Румунії, Сербії та Польщі. Всі три матчі він провів в запасі, на поле не виходив. Кушчевич дебютував за збірну 21 листопада 2018 року в товариському матчі зі збірною Гондурасу, вийшовши на заміну в додатковий час.

## Досягнення
- Чемпіон Чилі (4): Клаусура 2016, Апертура 2016, 2018, 2019
- Володар Суперкубка Чилі (2): 2016, 2019
- Володар Кубка Лібертадорес (2): 2020, 2021
- Володар Кубка Бразилії (1): 2020
- Володар Рекопи Південної Америки (1): 2022
- Володар Суперкубка Бразилії (1): 2023